# Hagihara Shinya
Shinya Hagihara (sinh ngày 7 tháng 4 năm 1971) là một cầu thủ bóng đá người Nhật Bản.

## Sự nghiệp câu lạc bộ
Shinya Hagihara đã từng chơi cho Ventforet Kofu.